# Lothar Sippel
Lothar Sippel (ur. 9 maja 1965 w Getyndze) – niemiecki piłkarz występujący na pozycji napastnika.

## Kariera
Sippel rozpoczął treningi w wieku 7 lat w klubie RSV Göttingen 05. W 1985 roku trafił do drugoligowego Hessen Kassel. W 1987 roku spadł z klubem do Oberligi. W 1989 roku został jej królem strzelców. W tym samym roku przeszedł do pierwszoligowego Eintrachtu Frankfurt. W Bundeslidze zadebiutował 26 sierpnia 1989 w wygranym 2:1 meczu z Bayerem Uerdingen, w którym strzelił także gola. W 1990 oraz 1992 roku zajął z zespołem 3. miejsce w lidze. W Eintrachcie spędził 3 sezony.
W 1992 roku odszedł do Borussii Dortmund, również grającej w Bundeslidze. Pierwszy ligowy mecz zaliczył tam 15 sierpnia 1992 przeciwko VfL Bochum (2:2). W 1993 roku dotarł z klubem do finału Pucharu UEFA, jednak Borussia przegrała tam w dwumeczu z Juventusem.
W 1994 roku został graczem drugoligowego Hannoveru 96. W 1996 roku spadł z nim do Regionalligi. Wówczas odszedł do drugoligowego SpVgg Unterhaching. W 1997 roku zakończył karierę.
Po zakończeniu kariery został trenerem klubu Sportfreunde Ricklingen. W 1998 roku został grającym trenerem austriackiego First Vienna FC 1894. Potem był także szkoleniowcem Arminii Hanower i Al-Wahda ze Zjednoczonych Emiratów Arabskich.